# Ноли
Ноли (итал. Noli) — коммуна в Италии, располагается в регионе Лигурия, в провинции Савона.
Население составляет 2614 человек (2019 г.), плотность населения составляет 270,32 чел./км². Занимает площадь 10 км². Почтовый индекс — 17026. Телефонный код — 019.
Покровителем коммуны почитается святой Евгений Карфагенский, празднование во второе воскресение июля.

## История
С 1192 по 1797 год существовала республика Ноли.

## Демография
Динамика населения:

## Города-побратимы
- Лангенарген, Германия (2005)

## Администрация коммуны
- Официальный сайт: http://www.comune.noli.sv.it Архивная копия от 22 октября 2020 на Wayback Machine